# Verónica Segura
Verónica Segura (26 de diciembre de 1973; Ciudad de México, México) es una actriz y escritora mexicana cuyo papel más importante es su pequeña participación como Cordé, una de las damas de compañía de la senadora Padmé Amidala en la película Star Wars Episodio II: El Ataque de los Clones.

## Vida personal
Verónica Segura nació en la Ciudad de México, pero fue en los Estados Unidos donde se graduó con honores en Artes Dramáticas (SWT, BFA Honors) en la Southwest Texas State University en San Marcos, Texas. Poco después se trasladó a Nueva York, donde estudió con la Compañía de Teatro Atlántica, fundada por David Mamet, afiliada a la NYU, la técnica de actuación Practical Aesthetics. En esta ciudad también se profesionalizó en la escritura del guion cinematográfico con Robert McKee. Residió más tarde en Australia, donde inició su carrera profesional en películas como Subterano y la mundialmente conocida Star Wars Episodio II: El Ataque de los Clones, que la catapultó internacionalmente.
Tanto en Australia como en los Estados Unidos y México, Verónica ha participado en numerosas producciones de cine, teatro, televisión y publicidad. Algunas de ellas, además de las mencionadas anteriormente, son: Club Dread, Dame tu cuerpo, Sin ton ni Sonia y Recién cazado. 
En el terreno editorial, obtuvo un Posgrado en Creación Literaria y fue columnista de la revista Playboy México desde el 2006 hasta el 2008. Es autora del guion del cortometraje mexicano De paso y del largometraje en preproducción Muerto el perro, junto a Gonzalo Arias. Desde el año 2010 reside en la Ciudad de Buenos Aires, Argentina.

## Filmografía
| Año  | Título                                         | Papel     |
| ---- | ---------------------------------------------- | --------- |
| 2016 | Soy Luna                                       | Soraya    |
| 2009 | Recién cazado                                  | Elvira    |
| 2007 | La Historia de la vaca y el Farsante (Corto)   | Vaca      |
| 2006 | Mosquita muerta                                | Sabrina   |
| 2005 | Casi nunca pasa nada (Corto)                   | Alejandra |
| 2004 | Bandido                                        | Delgado   |
| 2004 | 7 mujeres, 1 homosexual y Carlos               | Lucy      |
| 2004 | Club Dread                                     | Zoe       |
| 2003 | Sin ton ni Sonia                               | Marissa   |
| 2003 | El misterio del Trinidad                       | Enfermera |
| 2003 | Dame tu cuerpo                                 | Grace     |
| 2003 | Subterano                                      | Monkey    |
| 2002 | Dulce Lola                                     | Lola      |
| 2002 | Star Wars Episodio II: El Ataque de los Clones | Cordé     |
| 1993 | Abandonos                                      |           |

## Televisión
| Año  | Título                       | Papel                |
| ---- | ---------------------------- | -------------------- |
| 2016 | Soy Luna                     | La Generala / Soraya |
| 2015 | Cazados                      | Alex                 |
| 2008 | Pobre rico, pobre            | Caty                 |
| 2006 | Ángel, las alas del amor     | Laurita              |
| 2006 | Deja que la vida te despeine | Laura                |
| 2005 | Lo que la gente cuenta       | Varios               |
| 2005 | Lo que callamos las mujeres  | Varios               |
| 2004 | Los Sánchez                  | Tamara               |
| 1999 | Tribe                        | Pirate               |

## Teatro
| Año  | Título                                      | Papel |
| ---- | ------------------------------------------- | ----- |
| 2005 | ¿Estás ahí?                                 | Ana   |
| 2004 | Fotografías explícitas                      | Nadia |
| 2004 | La obra del bebé                            | Chava |
| 200? | El diván                                    | Ela   |
| 2002 | El homosexual o la dificultad de expresarse | Irina |
| 200? | Bodas de sangre                             | Bride |
| 200? | Fool for love                               | May   |

## Preparación
| Curso                        |
| ---------------------------- |
| BFA Honors, Theatre Arts     |
| Practical Aesthetics, Acting |
| Scriptwriting                |
| Voice                        |
| Dialects                     |
| The Acting Studio            |
| Film Acting                  |
| Modern / Jazz Dance          |